# 스페인어 불규칙 분사 목록
스페인어에는 불규칙 과거 분사를 갖는 동사가 있다. 규칙 분사와 불규칙 분사가 모두 있는 동사도 있는데, 불규칙 형태는 형용사로 많이 사용되는 반면, 규칙 형태는 haber 뒤에 나타나 복합완료 시제를 형성하는 경향이 있다.

## 성수일치
분사가 형용사로 사용될 때, 수식하는 명사와 성별과 수가 일치해야 한다.
|        | 남성 | 여성 |
| ------ | ---- | ---- |
| 단수형 | -o   | -a   |
| 복수형 | -os  | -as  |

## 불규칙 분사가 있는 동사
| 동사      | 분사        | 뜻           |
| --------- | ----------- | ------------ |
| abrir     | abierto     | 열린         |
| cubrir    | cubierto    | 덮힌         |
| decir     | dicho       | (무엇을)말한 |
| escribir  | escrito     | 쓰여진       |
| -scribir1 | -scri(p)to2 | —            |
| hacer     | hecho       | 된, 이루어진 |
| -facer1   | -fecho      | —            |
| morir     | muerto      | 죽은         |
| poner     | puesto      | 놓인         |
| pudrir    | podrido     | 썩은         |
| romper    | roto        | 부서진       |
| -solver1  | -suelto     | 해결된       |
| ver       | visto       | (~을) 본     |
| volver    | vuelto      | (다시)돌아온 |

1 어근 -scribir, -facer 및 -solver 는 접두사 형태로만 나타난다(예: inscribir, satisfacer, absolver (동사 해결사가 증명되었음에도 불구하고)). 형용사 suelto는 '느슨한, 자유로운'을 의미한다. 2 -scripto 변형은 아르헨티나, 파라과이, 우루과이에서 사용된다.
위 표에 나온 동사의 어간에서 파생된 동사는 원래 동사의 분사와 유사한 분사를 갖는다. (예: devolver → devuelto, componer → compuesto) 그러나 분사가 규칙적인 corromper ( corrompido )나 bentecir, Maldecir ( Bendecido 및 Maldecido ) 는 이 규칙을 따르지 않는다. bentito 및 Maldito 형태는 현재 형용사 또는 명사로만 사용되며 스페인 일부 지역에서만 여전히 사용된다.

## 규칙적 분사와 불규칙적 분사가 모두 있는 동사
| 동사     | 규칙변화된 분사 | 불규칙변화된 분사 | 뜻          |
| -------- | --------------- | ----------------- | ----------- |
| elegir   | elegido         | electo            | 골라진,뽑힌 |
| freír    | freído          | frito             | 튀긴        |
| imprimir | imprimido       | impreso           | 인쇄된      |
| prender  | prendido        | preso             | 체포된      |
| proveer  | proveído        | provisto          | 공급된      |

confuso ('혼란스러운', confundir에서), poseso ('소유된', poseer 에서 유래), suspenso (매달린, suspenser 에서 유래)와 같은 여러 불규칙 분사는 요즘에는 형용사로만 사용되며, 더 이상 분사로 간주되지 않는다.
- 스페인어 동사
- 스페인어 활용